# Élections cantonales de 1985 en Ille-et-Vilaine
Les élections cantonales ont lieu les 10 et 17 mars 1985.

## Contexte départemental

### Assemblée départementale sortante
Avant les élections, le conseil général d'Ille-et-Vilaine est présidé par Pierre Méhaignerie (Centre des démocrates sociaux). 
Il comprend 51 conseillers généraux issus des 51 cantons d'Ille-et-Vilaine. 
| Parti                                       | Sigle | Élus |
| ------------------------------------------- | ----- | ---- |
| Majorité (38 sièges)                        |       |      |
| Centre des démocrates sociaux               | CDS   | 17   |
| Rassemblement pour la République            | RPR   | 10   |
| Divers droite                               | Mod   | 6    |
| Centre national des indépendants et paysans | CNIP  | 3    |
| Parti républicain                           | PR    | 2    |
| Opposition (13 sièges)                      |       |      |
| Parti socialiste                            | PS    | 13   |
| Président du conseil général                |       |      |
| Pierre Méhaignerie (CDS)                    |       |      |

## Résultats à l'échelle du département

### Résultats en nombre de sièges
| Parti                                       | Sièges mis en jeu | Élus | Évolution |
| ------------------------------------------- | ----------------- | ---- | --------- |
| Centre des démocrates sociaux               | 9                 | 10   | +1        |
| Rassemblement pour la République            | 4                 | 5    | +1        |
| Divers droite                               | 3                 | 3    | =         |
| Parti républicain                           | 1                 | 2    | +1        |
| Centre national des indépendants et paysans | 3                 | 2    | -1        |
| Parti socialiste                            | 5                 | 3    | -2        |

### Assemblée départementale à l'issue des élections
| Parti                                       | Sigle | Élus |
| ------------------------------------------- | ----- | ---- |
| Majorité (41 sièges)                        |       |      |
| Centre des démocrates sociaux               | CDS   | 17   |
| Divers droite                               | DVD   | 9    |
| Rassemblement pour la République            | RPR   | 8    |
| Centre national des indépendants et paysans | CNIP  | 3    |
| Parti républicain                           | PR    | 3    |
| Centriste                                   | FAR   | 1    |
| Opposition (10 sièges)                      |       |      |
| Parti socialiste                            | PS    | 10   |
| Président du conseil général                |       |      |
| Pierre Méhaignerie (CDS)                    |       |      |

## Arrondissement de Rennes

### Canton de Rennes-Centre (I)
- Conseiller sortant : François Le Douarec (RPR), ne se représente pas

| Candidats | Candidats          | Étiquette | Premier tour | Premier tour |
| Candidats | Candidats          | Étiquette | Voix         | %            |
| --------- | ------------------ | --------- | ------------ | ------------ |
|           | Claude Champaud    | RPR (*)   | 3 149        | 61,55        |
|           | Michel Prêtre      | PS        | 1 101        | 21,52        |
|           | Claude Neveux      | FN        | 599          | 11,71        |
|           | Josette Bléas      | PCF       | 156          | 3,05         |
|           | Jean-Claude Rouget | DVD       | 56           | 1,10         |
|           | Bertrand Casteret  | POBL      | 55           | 1,08         |
|           |                    |           |              |              |
| Inscrits  | Inscrits           | Inscrits  | 9 962        | 100,00       |
| Votants   | Votants            | Votants   | 5 210        | 52,30        |
| Exprimés  | Exprimés           | Exprimés  | 5 116        | 98,20        |

### Canton de Rennes-Centre-Ouest (II)
- Conseiller sortant : Georges Brand (CDS), ne se représente pas

| Candidats | Candidats           | Étiquette   | Premier tour | Premier tour |
| Candidats | Candidats           | Étiquette   | Voix         | %            |
| --------- | ------------------- | ----------- | ------------ | ------------ |
|           | Yves Fréville       | UDF-CDS (*) | 2 984        | 50,98        |
|           | Denise Ranger       | PS          | 1 706        | 29,15        |
|           | André Boutin        | FN          | 480          | 8,20         |
|           | Alain Guiheu        | PCF         | 336          | 5,74         |
|           | Bernard Neveu       | RPR         | 123          | 2,10         |
|           | Yves Chapin         | FAR         | 112          | 1,91         |
|           | Michel Génin        | UDB         | 72           | 1,23         |
|           | Alain Coviaux       | POBL        | 39           | 0,67         |
|           | Christian Le Tarnec | DVG         | 1            | 0,02         |
|           |                     |             |              |              |
| Inscrits  | Inscrits            | Inscrits    | 11 884       | 100,00       |
| Votants   | Votants             | Votants     | 6 013        | 50,60        |
| Exprimés  | Exprimés            | Exprimés    | 5 853        | 97,34        |

### Canton de Rennes-Est (VI)
- Conseiller sortant : Roger Belliard (DVD)

| Candidats | Candidats           | Étiquette  | Premier tour | Premier tour |
| Candidats | Candidats           | Étiquette  | Voix         | %            |
| --------- | ------------------- | ---------- | ------------ | ------------ |
|           | Roger Belliard *    | DVD        | 5 546        | 54,55        |
|           | Marc Labouret       | PS         | 2 567        | 25,25        |
|           | Yves Cochet         | Écolo (RV) | 970          | 9,54         |
|           | Christian Ressort   | FN         | 655          | 6,44         |
|           | Jean-Pierre Houdeau | PCF        | 428          | 4,21         |
|           |                     |            |              |              |
| Inscrits  | Inscrits            | Inscrits   | 17 371       | 100,00       |
| Votants   | Votants             | Votants    | 10 364       | 59,66        |
| Exprimés  | Exprimés            | Exprimés   | 10 166       | 98,09        |

* Conseiller général sortant

### Canton de Rennes-Sud-Est (VII)
- Conseiller sortant : Michel Phlipponneau (PS)

| Candidats | Candidats             | Étiquette    | Premier tour | Premier tour | Second tour | Second tour |
| Candidats | Candidats             | Étiquette    | Voix         | %            | Voix        | %           |
| --------- | --------------------- | ------------ | ------------ | ------------ | ----------- | ----------- |
|           | Jean-Pierre Dagorn    | PR           | 3 636        | 43,33        | 4 590       | 50,26       |
|           | Michel Phlipponneau * | PS           | 3 416        | 40,71        | 4 542       | 49,74       |
|           | Serge Borgnard        | PCF          | 535          | 6,38         |             |             |
|           | Renald Mocquard       | FN           | 426          | 5,08         |             |             |
|           | Hilaire Fournier      | ex PSU (PSS) | 217          | 2,59         |             |             |
|           | Padrig Montauzier     | POBL         | 82           | 0,98         |             |             |
|           | Yves Juin             | LCR          | 79           | 0,94         |             |             |
|           |                       |              |              |              |             |             |
| Inscrits  | Inscrits              | Inscrits     | 14 929       | 100,00       | 14 929      | 100,00      |
| Votants   | Votants               | Votants      | 8 681        | 58,15        | 9 359       | 62,69       |
| Exprimés  | Exprimés              | Exprimés     | 8 391        | 96,66        | 9 132       | 97,58       |

* Conseiller général sortant

### Canton de Rennes-le-Blosne (VII-2)
- Conseiller sortant : Jean Normand (PS)

| Candidats | Candidats           | Étiquette    | Premier tour | Premier tour | Second tour | Second tour |
| Candidats | Candidats           | Étiquette    | Voix         | %            | Voix        | %           |
| --------- | ------------------- | ------------ | ------------ | ------------ | ----------- | ----------- |
|           | Jean Normand *      | PS           | 2 545        | 42,59        | 3 525       | 60,07       |
|           | Jeanine Grall       | RPR          | 1 625        | 27,19        | 2 343       | 39,93       |
|           | Gaëtane Ploteau     | PCF          | 517          | 8,65         |             |             |
|           | Jean-Pierre Georges | Écolo (RV)   | 446          | 7,46         |             |             |
|           | Henri Leroy         | FN           | 424          | 7,10         |             |             |
|           | Pierre Priet        | MPPT         | 136          | 2,28         |             |             |
|           | Hervé Guérin        | ex PSU (PSS) | 119          | 1,99         |             |             |
|           | Eugène Duval        | Rad          | 88           | 1,47         |             |             |
|           | Pascal Quédillac    | UDB          | 76           | 1,27         |             |             |
|           |                     |              |              |              |             |             |
| Inscrits  | Inscrits            | Inscrits     | 12 989       | 100,00       | 12 990      | 100,00      |
| Votants   | Votants             | Votants      | 6 143        | 47,29        | 6 099       | 46,95       |
| Exprimés  | Exprimés            | Exprimés     | 5 976        | 97,28        | 5 866       | 96,18       |

* Conseiller général sortant

### Canton de Bruz (ex Rennes VIII-1)
- Conseiller sortant : Rémi Coudron (PS)

| Candidats | Candidats      | Étiquette | Premier tour | Premier tour |
| Candidats | Candidats      | Étiquette | Voix         | %            |
| --------- | -------------- | --------- | ------------ | ------------ |
|           | Robert Barré   | CDS       | 5 363        | 51,49        |
|           | Rémi Coudron * | PS        | 4 025        | 38,64        |
|           | Jacques Martin | PCF       | 614          | 5,89         |
|           | Georges Gaches | FN        | 416          | 3,99         |
|           |                |           |              |              |
| Inscrits  | Inscrits       | Inscrits  | 17 972       | 100,00       |
| Votants   | Votants        | Votants   | 10 705       | 59,47        |
| Exprimés  | Exprimés       | Exprimés  | 10 416       | 97,30        |

* Conseiller général sortant

### Canton de Hédé
- Conseiller sortant : Jean-Louis Tourenne (PS).

| Candidats | Candidats             | Étiquette | Premier tour | Premier tour |
| Candidats | Candidats             | Étiquette | Voix         | %            |
| --------- | --------------------- | --------- | ------------ | ------------ |
|           | Jean-Louis Tourenne * | PS        | 2 667        | 58,36        |
|           | Jean-Michel Lemétayer | DVD       | 1 651        | 36,13        |
|           | Joël Bertrand         | FN        | 174          | 3,81         |
|           | Roger Leguin          | PCF       | 78           | 1,71         |
|           |                       |           |              |              |
| Inscrits  | Inscrits              | Inscrits  | 6 102        | 100,00       |
| Votants   | Votants               | Votants   | 4 656        | 76,30        |
| Exprimés  | Exprimés              | Exprimés  | 4 570        | 98,15        |

* Conseiller général sortant

### Canton de Liffré
- Conseiller sortant : Clément Théaudin (PS)

| Candidats | Candidats          | Étiquette | Premier tour | Premier tour | Second tour | Second tour |
| Candidats | Candidats          | Étiquette | Voix         | %            | Voix        | %           |
| --------- | ------------------ | --------- | ------------ | ------------ | ----------- | ----------- |
|           | Clément Théaudin * | PS        | 3 420        | 47,60        | 3 873       | 52,06       |
|           | Claude Raulet      | DVD       | 2 934        | 40,84        | 3 566       | 47,94       |
|           | Robert Laigle      | FN        | 288          | 4,01         |             |             |
|           | Pierre Morel       | DVD       | 283          | 3,94         |             |             |
|           | Ivan Le Noane      | PCF       | 260          | 3,62         |             |             |
|           |                    |           |              |              |             |             |
| Inscrits  | Inscrits           | Inscrits  | 10 114       | 100,00       | 10 083      | 100,00      |
| Votants   | Votants            | Votants   | 7 399        | 73,16        | 7 644       | 75,81       |
| Exprimés  | Exprimés           | Exprimés  | 7 185        | 97,11        | 7 439       | 97,32       |

* Conseiller général sortant

### Canton de Saint-Aubin-d'Aubigné
- Conseiller sortant : Jean-Paul Ridard (PR).

| Candidats | Candidats         | Étiquette | Premier tour | Premier tour |
| Candidats | Candidats         | Étiquette | Voix         | %            |
| --------- | ----------------- | --------- | ------------ | ------------ |
|           | Jean-Paul Ridard* | PR        | 1 651        | 56,26        |
|           | Philippe Petit    | PS        | 2 058        | 27,35        |
|           | Louis Métayer     | FN        | 481          | 6,39         |
|           | René malle        | MPPT      | 468          | 6,22         |
|           | Yves Brault       | PCF       | 385          | 5,12         |
|           |                   |           |              |              |
| Inscrits  | Inscrits          | Inscrits  | 10 909       | 100,00       |
| Votants   | Votants           | Votants   | 7 835        | 71,82        |
| Exprimés  | Exprimés          | Exprimés  | 7 526        | 96,06        |

* Conseiller général sortant

## Arrondissement de Saint-Malo

### Canton de Saint-Malo-Sud
- Conseiller sortant : Robert Desnos (UDF-AD), ne se représente pas

| Candidats | Candidats             | Étiquette | Premier tour | Premier tour |
| Candidats | Candidats             | Étiquette | Voix         | %            |
| --------- | --------------------- | --------- | ------------ | ------------ |
|           | Marcel Planchet       | CDS       | 4 725        | 55,78        |
|           | Alain Roman           | PS        | 2 274        | 26,85        |
|           | Yves de la Herverie   | FN        | 619          | 7,31         |
|           | Herri Gourmelen       | UDB       | 443          | 5,23         |
|           | Jean-Charles Le Sager | PCF       | 410          | 4,84         |
|           |                       |           |              |              |
| Inscrits  | Inscrits              | Inscrits  | 14 386       | 100,00       |
| Votants   | Votants               | Votants   | 8 862        | 61,60        |
| Exprimés  | Exprimés              | Exprimés  | 8 471        | 95,59        |

### Canton de Cancale
- Conseiller sortant : Olivier Biard (RPR), ne se représente pas

| Candidats | Candidats       | Étiquette | Premier tour | Premier tour |
| Candidats | Candidats       | Étiquette | Voix         | %            |
| --------- | --------------- | --------- | ------------ | ------------ |
|           | Jean Raquidel   | RPR (*)   | 3 424        | 57,60        |
|           | Maurice Jannin  | PS        | 1 897        | 31,01        |
|           | Yves Cadiou     | FN        | 618          | 10,10        |
|           | Hughette Busnel | PCF       | 179          | 2,93         |
|           |                 |           |              |              |
| Inscrits  | Inscrits        | Inscrits  | 9 393        | 100,00       |
| Votants   | Votants         | Votants   | 6 388        | 68,01        |
| Exprimés  | Exprimés        | Exprimés  | 6 118        | 95,77        |

### Canton de Combourg
- Conseiller sortant : André Belliard (RPR).

| Candidats | Candidats       | Étiquette | Premier tour | Premier tour |
| Candidats | Candidats       | Étiquette | Voix         | %            |
| --------- | --------------- | --------- | ------------ | ------------ |
|           | André Belliard* | RPR       | 3 639        | 57,95        |
|           | Clément Valet   | PS        | 2 084        | 33,19        |
|           | René Lucas      | PCF       | 311          | 4,95         |
|           | Jean Fuseau     | FN        | 226          | 3,60         |
|           |                 |           |              |              |
| Inscrits  | Inscrits        | Inscrits  | 8 634        | 100,00       |
| Votants   | Votants         | Votants   | 6 526        | 75,59        |
| Exprimés  | Exprimés        | Exprimés  | 6 280        | 96,23        |

* Conseiller général sortant

### Canton de Pleine-Fougères
- Conseiller sortant : Maurice Fantou (app. UDF)

| Candidats | Candidats          | Étiquette | Premier tour | Premier tour | Second tour | Second tour |
| Candidats | Candidats          | Étiquette | Voix         | %            | Voix        | %           |
| --------- | ------------------ | --------- | ------------ | ------------ | ----------- | ----------- |
|           | Maurice Fantou *   | app. UDF  | 2 190        | 46,75        | 2 911       | 62,12       |
|           | Georges Sauvée     | app. PS   | 1 096        | 23,39        | 1 575       | 37,88       |
|           | Félix Beaudor      | DVD       | 798          | 17,03        |             |             |
|           | Françoise Lancelot | PCF       | 482          | 10,29        |             |             |
|           | Hubert Allain      | FN        | 119          | 2,54         |             |             |
|           |                    |           |              |              |             |             |
| Inscrits  | Inscrits           | Inscrits  | 6 194        | 100,00       | 6 192       | 100,00      |
| Votants   | Votants            | Votants   | 4 834        | 78,04        | 4 677       | 75,53       |
| Exprimés  | Exprimés           | Exprimés  | 4 685        | 96,92        | 4 486       | 95,92       |

* Conseiller général sortant

## Arrondissement de Fougères

### Canton de Fougères-Sud
- Conseiller sortant : Jean Le Lann (CDS), ne se représente pas

| Candidats | Candidats             | Étiquette | Premier tour | Premier tour | Second tour | Second tour |
| Candidats | Candidats             | Étiquette | Voix         | %            | Voix        | %           |
| --------- | --------------------- | --------- | ------------ | ------------ | ----------- | ----------- |
|           | Philippe Nogrix       | CDS       | 2 287        | 27,15        | 4 221       | 51,90       |
|           | Paul Bérel            | RPR       | 2 085        | 24,75        |             |             |
|           | Jean-Michel Guichaoua | PS        | 1 301        | 15,44        | 2 175       | 26,74       |
|           | Marcel Roussel        | DVD       | 1 271        | 15,09        | 1 737       | 21,36       |
|           | Yves Corvaisier       | ex CDS    | 735          | 8,72         |             |             |
|           | Jean-Claude Guillerm  | PCF       | 436          | 5,18         |             |             |
|           | Alfred Vannier        | FN        | 310          | 3,68         |             |             |
|           |                       |           |              |              |             |             |
| Inscrits  | Inscrits              | Inscrits  | 12 699       | 100,00       | 12 698      | 100,00      |
| Votants   | Votants               | Votants   | 8 775        | 69,10        | 8 414       | 66,26       |
| Exprimés  | Exprimés              | Exprimés  | 8 425        | 96,01        | 8 133       | 96,66       |

### Canton de Louvigné-du-Désert
- Conseiller sortant : René de Montigny (CDS), ne se représente pas

| Candidats | Candidats                  | Étiquette | Premier tour | Premier tour | Second tour | Second tour |
| Candidats | Candidats                  | Étiquette | Voix         | %            | Voix        | %           |
| --------- | -------------------------- | --------- | ------------ | ------------ | ----------- | ----------- |
|           | Yves Derieux               | app RPR   | 1 335        | 24,80        | 2 394       | 43,00       |
|           | Jacques Boisseau           | CDS (*)   | 1 100        | 20,43        | 1 942       | 34,88       |
|           | Denys Gennevée             | MDD       | 970          | 18,02        | 1 231       | 22,11       |
|           | André Poirier              | CNIP      | 742          | 13,78        |             |             |
|           | Jean-Baptiste Denoual      | RPR       | 394          | 7,32         |             |             |
|           | Pierre Gouin               | PS        | 230          | 4,27         |             |             |
|           | Bernard Piolot             | RPR diss. | 197          | 3,66         |             |             |
|           | Germain Tronel             | DVD       | 185          | 3,44         |             |             |
|           | Michel Payen               | PCF       | 115          | 2,14         |             |             |
|           | Bruno Guillet de la Brosse | FN        | 115          | 2,14         |             |             |
|           |                            |           |              |              |             |             |
| Inscrits  | Inscrits                   | Inscrits  | 7 372        | 100,00       | 7 372       | 100,00      |
| Votants   | Votants                    | Votants   | 5 595        | 75,90        | 5 741       | 77,88       |
| Exprimés  | Exprimés                   | Exprimés  | 5 384        | 96,23        | 5 567       | 96,97       |

### Canton de Saint-Brice-en-Coglès
- Conseiller sortant : Francis Depincé (CNIP)

| Candidats | Candidats         | Étiquette | Premier tour | Premier tour | Second tour | Second tour |
| Candidats | Candidats         | Étiquette | Voix         | %            | Voix        | %           |
| --------- | ----------------- | --------- | ------------ | ------------ | ----------- | ----------- |
|           | Francis Depincé * | CNIP      | 2 767        | 47,36        | 2 867       | 48,04       |
|           | Jean Malapert     | PSD       | 2 084        | 35,67        | 3 101       | 51,96       |
|           | Yves Renouard     | PS        | 563          | 9,64         |             |             |
|           | Gilbert Sénéchal  | PCF       | 184          | 3,15         |             |             |
|           | Pierre Dauvergne  | FN        | 149          | 2,55         |             |             |
|           | Patrick Le Tuhaut | MPPT      | 96           | 1,64         |             |             |
|           |                   |           |              |              |             |             |
| Inscrits  | Inscrits          | Inscrits  | 7 802        | 100,00       | 7 802       | 100,00      |
| Votants   | Votants           | Votants   | 6 053        | 77,58        | 6 146       | 78,78       |
| Exprimés  | Exprimés          | Exprimés  | 5 843        | 96,53        | 5 968       | 97,10       |

* Conseiller général sortant

## Arrondissement de Vitré

### Canton de Vitré-Ouest
- Conseiller sortant : Jean Poirier (CDS).

| Candidats | Candidats          | Étiquette | Premier tour | Premier tour |
| Candidats | Candidats          | Étiquette | Voix         | %            |
| --------- | ------------------ | --------- | ------------ | ------------ |
|           | Jean Poirier *     | CDS       | 4 435        | 82,28        |
|           | Lucien Henri       | PS        | 616          | 11,43        |
|           | Jean-Pierre Morvan | FN        | 229          | 4,25         |
|           | Jean Rocher        | PCF       | 110          | 2,04         |
|           |                    |           |              |              |
| Inscrits  | Inscrits           | Inscrits  | 7 443        | 100,00       |
| Votants   | Votants            | Votants   | 5 587        | 75,06        |
| Exprimés  | Exprimés           | Exprimés  | 5 390        | 96,47        |

* Conseiller général sortant

### Canton de Châteaubourg
- Conseiller sortant : André David (CDS).

| Candidats | Candidats            | Étiquette | Premier tour | Premier tour |
| Candidats | Candidats            | Étiquette | Voix         | %            |
| --------- | -------------------- | --------- | ------------ | ------------ |
|           | André David *        | app CDS   | 2 409        | 57,02        |
|           | Jean-Claude Bougerie | DVD       | 1 191        | 28,19        |
|           | Daniel Alliaume      | PS        | 320          | 7,57         |
|           | Brigitte Neveux      | FN        | 167          | 3,95         |
|           | Jean Le Duff         | PCF       | 138          | 3,27         |
|           |                      |           |              |              |
| Inscrits  | Inscrits             | Inscrits  | 5 846        | 100,00       |
| Votants   | Votants              | Votants   | 4 340        | 74,24        |
| Exprimés  | Exprimés             | Exprimés  | 4 225        | 97,35        |

* Conseiller général sortant

### Canton de Retiers
- Conseiller sortant : André Egu (CDS).

| Candidats | Candidats      | Étiquette | Premier tour | Premier tour |
| Candidats | Candidats      | Étiquette | Voix         | %            |
| --------- | -------------- | --------- | ------------ | ------------ |
|           | André Egu*     | CDS       | 4 297        | 73,93        |
|           | Benoît Leray   | PS        | 1 083        | 18,63        |
|           | Yves Vatar     | FN        | 221          | 3,80         |
|           | Bernard Mescam | PCF       | 211          | 3,63         |
|           |                |           |              |              |
| Inscrits  | Inscrits       | Inscrits  | 8 546        | 100,00       |
| Votants   | Votants        | Votants   | 6 098        | 71,36        |
| Exprimés  | Exprimés       | Exprimés  | 5 812        | 95,31        |

* Conseiller général sortant

## Arrondissement de Redon

### Canton de Bain-de-Bretagne
- Conseiller sortant : Constant Hubert (CNIP).

| Candidats | Candidats         | Étiquette | Premier tour | Premier tour |
| Candidats | Candidats         | Étiquette | Voix         | %            |
| --------- | ----------------- | --------- | ------------ | ------------ |
|           | Constant Hubert * | CNIP      | 5 055        | 76,61        |
|           | Françoise Mener   | PS        | 1 200        | 18,19        |
|           | Françoise Cadiou  | PCF       | 343          | 5,20         |
|           |                   |           |              |              |
| Inscrits  | Inscrits          | Inscrits  | 10 117       | 100,00       |
| Votants   | Votants           | Votants   | 6 956        | 68,76        |
| Exprimés  | Exprimés          | Exprimés  | 6 598        | 94,85        |

* Conseiller général sortant

### Canton de Grand-Fougeray
- Conseiller sortant : Noël Chevalier (DVD).

| Candidats | Candidats          | Étiquette | Premier tour | Premier tour |
| Candidats | Candidats          | Étiquette | Voix         | %            |
| --------- | ------------------ | --------- | ------------ | ------------ |
|           | Noël Chevalier *   | DVD       | 1 826        | 84,69        |
|           | Monique Pressat    | PS        | 229          | 10,62        |
|           | Marcel Merdy       | FN        | 115          | 5,33         |
|           | Bernadette Bouleux | PCF       | 40           | 1,86         |
|           |                    |           |              |              |
| Inscrits  | Inscrits           | Inscrits  | 3 268        | 100,00       |
| Votants   | Votants            | Votants   | 2 250        | 68,85        |
| Exprimés  | Exprimés           | Exprimés  | 2 156        | 95,82        |

* Conseiller général sortant

### Canton de Pipriac
- Conseiller sortant : Gaël de Poulpiquet du Halgouët (app. RPR).

| Candidats | Candidats                        | Étiquette | Premier tour | Premier tour |
| Candidats | Candidats                        | Étiquette | Voix         | %            |
| --------- | -------------------------------- | --------- | ------------ | ------------ |
|           | Gaël de Poulpiquet du Halgouët * | app. RPR  | 3 964        | 74,44        |
|           | Marc Tessier                     | PS        | 1 142        | 21,45        |
|           | Henri Callewaert                 | PCF       | 219          | 4,11         |
|           |                                  |           |              |              |
| Inscrits  | Inscrits                         | Inscrits  | 8 099        | 100,00       |
| Votants   | Votants                          | Votants   | 5 516        | 68,11        |
| Exprimés  | Exprimés                         | Exprimés  | 5 325        | 96,54        |

* Conseiller général sortant

### Canton du Sel-de-Bretagne
- Conseiller sortant : André Hupel (CDS).

| Candidats | Candidats      | Étiquette | Premier tour | Premier tour |
| Candidats | Candidats      | Étiquette | Voix         | %            |
| --------- | -------------- | --------- | ------------ | ------------ |
|           | André Hupel *  | CDS       | 1 397        | 67,46        |
|           | Louis Josselin | PS        | 491          | 23,71        |
|           | Humbert Sachot | FN        | 104          | 5,02         |
|           | Alain Tirel    | PCF       | 79           | 3,82         |
|           |                |           |              |              |
| Inscrits  | Inscrits       | Inscrits  | 3 233        | 100,00       |
| Votants   | Votants        | Votants   | 2 205        | 68,20        |
| Exprimés  | Exprimés       | Exprimés  | 2 071        | 93,92        |

* Conseiller général sortant

## Ancien arrondissement de Montfort-sur-Meu

### Canton de Bécherel
- Conseiller sortant : Louis de La Forest (CNIP)

| Candidats | Candidats            | Étiquette | Premier tour | Premier tour | Second tour | Second tour |
| Candidats | Candidats            | Étiquette | Voix         | %            | Voix        | %           |
| --------- | -------------------- | --------- | ------------ | ------------ | ----------- | ----------- |
|           | Louis de La Forest * | CNIP      | 1 937        | 47,52        | 2 432       | 65,46       |
|           | Pierre Daucé         | PS        | 1 047        | 25,69        | 1 283       | 34,54       |
|           | Tanguy de Kernier    | DVD       | 971          | 23,82        |             |             |
|           | Célestin Périgault   | PCF       | 123          | 3,02         |             |             |
|           |                      |           |              |              |             |             |
| Inscrits  | Inscrits             | Inscrits  | 5 526        | 100,00       | 5 525       | 100,00      |
| Votants   | Votants              | Votants   | 4 159        | 75,26        | 3 832       | 69,36       |
| Exprimés  | Exprimés             | Exprimés  | 4 076        | 98,00        | 3 715       | 96,95       |

* Conseiller général sortant

### Canton de Plélan-le-Grand
- Conseiller sortant : Marie-Joseph Bissonnier (DVD).

| Candidats | Candidats                 | Étiquette | Premier tour | Premier tour |
| Candidats | Candidats                 | Étiquette | Voix         | %            |
| --------- | ------------------------- | --------- | ------------ | ------------ |
|           | Marie-Joseph Bissonnier * | DVD       | 3 350        | 65,10        |
|           | François Picart           | PS        | 1 530        | 29,73        |
|           | Albert Michel             | PCF       | 266          | 5,17         |
|           |                           |           |              |              |
| Inscrits  | Inscrits                  | Inscrits  | 7 755        | 100,00       |
| Votants   | Votants                   | Votants   | 5 341        | 68,87        |
| Exprimés  | Exprimés                  | Exprimés  | 5 146        | 96,35        |

* Conseiller général sortant